# Kostelní Myslová
Obec Kostelní Myslová (německy Kirch Mislau) se nachází v okrese Jihlava v Kraji Vysočina, 4 km jihozápadně od Telče. Žije zde 78 obyvatel.

## Název
V nejstarším písemném dokladu z roku 1253 má jméno vesnice podobu Myslovice. Původně se jednalo o pojmenování obyvatel vsi (Myslovici) odvozené od osobního jména Mysl s významem "Myslovi lidé". Souběžně se užívalo a nakonec převládlo spojení Myslova ves nebo Myslova lhota, jehož druhá část byla vynechána a první přešla ke složenému skloňování. Podoba jména v písemných pramenech: Mislowicz (1253), Kirch Myslau (1678), Kirchenmusslau (1718), Kirch Mislau (1720, 1751), Kirch Mislau a Kostelnj Mjslowa (1846), Kirch Myslau a Kostelní Myslová (1872), Kostelní Myslová (1881, 1924). Přívlastek Kostelní získala ves pro svůj významný kostel.

## Historie
První písemná zmínka o obci pochází z roku 1235. Tehdy markrabě Přemysl II. Moravský (vládl 1227–1239, do smrti), mladší bratr krále Václava I., daroval patronát nad kostelem premonstrátskému klášteru v Jeruši (Geras) v Rakousích. Ve 14. století byla ves součástí tzv. šternberského zboží a majetkem pánů z Hradce.
Od roku 1410 až do roku 1849 vesnice náležela telčskému statku. Sídlo zde měla rychta, které zároveň patřily vsi Horní Myslová, Myslůvka, Prostřední Vydří a Zadní Vydří. Na potoce Myslůvka, který vesnicí protéká, byly dva mlýny – Zachův (Lukšův) a Brázdův (Markův). Elektrifikace se obec dočkala poměrně pozdě, až v roce 1945, kdy byla připojena na rozvodnou síť ZME Brno. Severně od obce na vyvýšenině Buzový 569,8 m n. m. je stanice Českého hydrometeorologického ústavu.

## Přírodní poměry
Kostelní Myslová leží v okrese Jihlava v Kraji Vysočina. Nachází se 2 km jižně, 4 km jihozápadně od Telče, 3,5 km západně od Radkova, 1,5 km severozápadně od Myslůvky, 2 km severně od Zadního Vydří, 2,5 km severovýchodně od Mysletic, 3,5 km východně od Olší a 3 km jihovýchodně od Borovné.Geomorfologicky je oblast součástí Česko-moravské subprovincie, konkrétně leží na rozmezí Javořické a Křižanovské vrchoviny a jejich podcelků Jihlavské vrchy a Dačická kotlina, v rámci Jihlavských vrchů se Kostelní Myslová nachází na geomorfologickém okrsku Mrákotínská sníženina. Průměrná nadmořská výška činí 490 metrů.
Nejvyšší bod o nadmořské výšce 560 metrů stojí na západním okraji katastru. Obcí protéká potok Myslůvka, do níž se v severozápadně od obce vlévá potok Strouha, na němž leží Velký a Malý hulišťský rybník. Na křižovatce cest přibližně 700 metrů jihovýchodně od obce u břehu říčky Myslůvka stojí torzo památné lípy srdčité, jejíž stáří bylo v roce 2006 odhadováno na 250 let.

## Obyvatelstvo
V roce 1850 ve vsi žilo 292 obyvatel. Podle sčítání 1930 zde žilo v 42 domech 236 obyvatel. 231 obyvatel se hlásilo k československé národnosti. Žilo zde 230 římských katolíků a 4 evangelíci. V roce 2016 bylo v obci 60 obytných domů, z nichž je 20 obydleno asi padesáti trvale žijícími obyvateli, zbývající domy jsou využívány příležitostně k rekreaci.
| Rok            | 1869 | 1880 | 1890 | 1900 | 1910 | 1921 | 1930 | 1950 | 1961 | 1970 | 1980 | 1991 | 2001 | 2011 |
| Počet obyvatel | 239  | 264  | 268  | 265  | 241  | 247  | 236  | 141  | 122  | 127  | 100  | 69   | 68   | 63   |

## Obecní správa a politika
Obec je členem Mikroregionu Telčsko a místní akční skupiny Mikroregionu Telčsko. Obec má sedmičlenné zastupitelstvo, v jehož čele stojí starosta Michael Leško.

### Znak a vlajka
Právo užívat znak a vlajku bylo obci uděleno rozhodnutím Poslanecké sněmovny Parlamentu České republiky dne 14. března 2002. Znak: Dělený štít, nahoře v horním modrém poli zlatá růže s červeným semeníkem, dolní polovina červeno-zeleně šachovaná. Vlajka: List tvoří dva vodorovné pruhy, modrý a červenoᾢzeleně šachovaný (3x9). V žerďové a střední části modrého pruhu žlutá růže s červeným semeníkem a zelenými kališními lístky. Poměr šířky k délce listu je 2:3.

## Hospodářství a doprava
V obci sídlí firmy KRONES, s.r.o., NORTICA s.r.o., Skando s.r.o., Zemědělské družstvo Mysletice a Včelí farma Nosek. Obcí prochází silnice III. třídy č. 40617 do Telče. Dopravní obslužnost zajišťuje dopravce ICOM transport. Autobusy jezdí ve směrech Jihlava, Stará Říše a Zadní Vydří. Železniční doprava. Obcí prochází cyklistické trasy č. 16 a Greenway ŘV z Telče do Zadního Vydří, č. 5021 z Mysletic a č. 5123 do Myslůvky, dále pak žlutě značená turistická trasa a Naučná stezka F. M. Nágla.

## Školství, kultura a sport
První zprávy o škole v Kostelní Myslové se objevují v první polovině 18. století a v roce 1787 zde byl zřízen školní obvod, kam příslušely obce Horní Myslová, Myslůvka, Zadní Vydří a Černíč. V roce 1814 škola vyhořela a nově byla postavena v roce 1816. Pro malý počet žáků byla škola v roce 1970 zrušena a žáci byli převedeni do Telče.

## Pamětihodnosti
- Hřbitovní kostel svatého Václava
- Fara – jednopatrová volně stojící budova, postavená po roce 1875 po obnovení farnosti, součástí fary je expozice Genius loci v Kostelní Myslové
- Socha Vítězného Krista

## Osobnosti
- František Mořic Nágl (1889–1944), malíř

## Zajímavá místa
Národní památka stará, vykotlaná lípa, která se v roce 2006 pravděpodobně stala terčem vandalů, kteří ji zapálili. I přesto lípa stále roste.